# Ледник Берга
Ледни́к Бе́рга (каз. Берг мұздығы) — ледник на северо-западном склоне Джунгарского Алатау, в Жетысуской области Казахстана.

## Общие сведения
Первые сведения о леднике появились в 1856—1857 годах из путевых заметок П. П. Семёнова-Тян-Шанского. Позже, в 1902 году его описывал В. В. Сапожников.
В 1947 году экспедиция Сектора географии АН Казахской ССР под руководством Н. Н. Пальгова побывала на леднике и назвала его в честь советского географа, академика Льва Берга.

## Описание
Ледник Берга покрывает одноимённую вершину в Казахстане, на северо-западном склоне Джунгарского Алатау, в верховьях реки Балакора (бассейн реки Лепсы). Высота его расположения 2980 — 4247 метров, площадь составляет порядка 16,7 квадратных километров, средняя мощность 80 м.